# Edogava Ranpo
Edogava Ranpo (vagy Edogava Rampo, 江戸川 乱歩, 1894. október 21. – 1965. július 28.) eredeti nevén Hirai Taró (平井 太郎), japán író és irodalmi kritikus volt, akit a modern japán krimi atyjának is tartanak. Leghíresebb figurája a detektív Akecsi Kogoro (明智小五郎), aki későbbi könyveiben egy fiúkból álló detektívcsoport, más néven a Detektív Fiúk Klubja (少年探偵団 Sónen Tanteidan) vezetője lett.
Ranpo legnagyobb példaképe Edgar Allan Poe volt, akire az írói álneve is utal. Több író is nagy befolyással volt rá, például Sir Arthur Conan Doyle, akinek munkáit japánra fordította, mikor a Vaszeda Tudományegyetem diákja volt, Maurice Leblanc és a szintén japán krimi-író Kuroiva Ruikó (黒岩涙香).

## Élete
Hirai Taró 1894-ben született egy gazdag családban Nabariban, Mie prefektúrában. Apja egy nagy céget vezetett, így nem voltak pénzügyi gondjaik. A család átköltözött a mai Kamejamába, ami szintén Mie prefektúrában van és onnan Nagojába, mikor Ranpo két éves volt. 1912 és 1916 között közgazdaságtant tanult a Vaszeda Tudományegyetemen. Miután lediplomázott Poe-hoz hasonlóan ő is különböző érdekes munkákat vállalt, köztük újságszerkesztést, képregény-rajzolást magazinokban, szoba leveseket árult az utcán és használt könyv boltban is dolgozott.
1923-ban debütált a Ni-szen Dóka (二銭銅貨, Két-szen réz érme) című krimi történetének publikálásával „Edogava Ranpo” írói álnév alatt. A történet megjelent a népszerű Sin Szeinen magazinban, mely elsősorban a fiatalokat célozta meg. A Sin Szeinen korábban is publikált történeteket különböző nyugati íróktól, köztük Edgar Allan Poe-tól, Arthur Conan Doyle-tól és G. K. Chestertontól is. Noha Ranpo előtt már több japán író is írt a krimi műfajában, mint Kuroiva Ruikó, Okamoto Kidó, Tanizaki Dzsunicsiró és Szató Haruo, mégis ő lett az első, aki igazán nagy népszerűséget szerzett magának, ezért is nevezik őt a modern japán krimi atyjának. Ranpo Ni-szen Dóka című művében az volt az újdonság, hogy a központba helyezte a racionális gondolkodás menetét a bűntény megoldásához, miközben a történet szorosan kapcsolódott a japán kultúrához.
A következő pár évben Ranpo több művet is írt, aminek a központjában egy bűntény megoldása áll. Számos műve vált a 20. századi japán irodalom klasszikusává. Például a D-dzaka no Szacudzsin Dzsiken (D坂の殺人事件, Gyilkossági ügy a D. Dombon, 1925. január) egy házasságon kívüli szado-mazo kapcsolat alatt meggyilkolt nőről szól. A Jane-ura no Szanposa (屋根裏の散歩者, Lesvadász a tetőn, 1925. augusztus) egy férfiről, aki egy tokiói panzióban úgy öli meg a szomszédját, hogy egy tetőn lévő lyukon keresztül mérget cseppent a szájába és a Ningen Iszu (人間椅子, Az emberi szék, 1925. október), amiben egy férfi belebújik egy fotelba, hogy érezze magán a testeket. Előszeretettel jelenített meg műveiben optikai szerszámokat, mint lencsék, tükrök, például a Kagami-Dzsigoku (鏡地獄, Tükrök Pokla) című művében.
Az 1930-as évektől elkezdett egy új, érzelmesebb műfajban is alkotni, amit sokan úgy neveztek, hogy „ero guro nanszenszu”, ami három szóból jött: „erotika, groteszk és abszurd”. Az ilyen művekben megjelenik az „abnormális szexualitás” (変態性欲 hentai szeijoku), amit gyakran előhozott. Például az Kotó no Oni (孤島の鬼, A magányos sziget démona) című művének nagy részében megjelenik egy homoszexuális orvos és annak rajongása egy másik főszereplő iránt.
Ranpo gyakran írt neves újságoknak, ezzel népszerűsítve a krimi műfaját. A detektív hős Akecsi Kogoro, aki először a D-dzaka no Szacudzsin Dzsiken című munkájában jelent meg, állandó szereplőjévé vált történeteinek. Az egyik legnagyobb ellensége egy aljas bűnöző, az úgynevezett Kaidzsin Ni-dzsú Menszó (怪人二十面相, A húsz arcú ellenség), aki rendkívüli módon tudja álcázni magát és elvegyülni a tömegben. Egy 1930-ban megjelent regényében bemutatta Akecsi Kogoro új társát, a kamasz Kobajasi Josiót (小林芳雄) és a második világháború után több könyvet is írt róluk, majd egy fiatalokból álló nyomozók csoportjának, a Sónen Tanteidannak (少年探偵団, Detektív Fiúk Klubja) a vezetőivé is tette őket. Ezek a munkái ma is hatalmas népszerűségnek örvendenek, főleg a fiatalok körében.
1939-ben Ranpot utasították a kormány cenzorai, hogy az Imo Musi (芋虫, A pillangó) című történetét ne adassa ki, mert ez a mű egy mind a négy végtagjára lebénult veteránról szól, aki nem képes járni, mozogni vagy egyedül élni. A cenzorok betiltották a sztorit, mert szerintük kihatna az éppen folyó háborúra és az embereknek elmenne a kedvük tőle.
A második világháború alatt, főleg az 1941 óta tartó intenzív japán-amerikai háború alatt, Ranpo aktívan politizálni kezdett és számos történetet is írt fiatal detektívekről és nyomozókról, amiket kiadathatott, de ezeket főleg más álnevek alatt írta, mert neve állandó cenzúrát kezdett vonzani maga után. 1945 februárjában a családját evakuálták ikebukurói otthonukból, Tokióból az észak-japáni Fukusimába. Ranpo még júniusig ott maradt, miközben alultápláltságban szenvedett. Ikebukuró nagy részét elpusztították a Szövetségesek légierői és a későbbiekben kitörő tűzvészek, de valami csoda folytán a masszív, kemény falú raktárház, amit stúdiónak használt megmenekült és még ma is a Rikkjó Egyetem kampuszán áll.
A háború utáni időszakban Ranpo minden energiáját a krimi műfajának népszerűsítésébe fektette. 1946-ban támogatni kezdett egy új újságot, a Hószekit (宝石), ami a krimi műfajára specializálódott. 1947-ben pedig megalapította a Detektív Írók Klubját (探偵作家クラブ Tantei Szakka Kurabu), ami 1963 óta a Japán Krimi Írói (日本推理作家協会 Nihon Szuiri Szakka Kjókai) nevet viseli. Nagyon sok cikket is írt a japán, az európai és az amerikai krimi sztorik történetéről, melyekből volt ami könyv formájában is publikálásra került. Ezeken kívül folytatta a fiataloknak szóló Akecsi Kogoro és a Sónen Tanteidan (Detektív Fiúk Klubja) kalandjait is.
Egyik érdeke volt, főleg az 1940-es és 1950-es években, hogy felkeltse a figyelmet egy közeli barátja, Ivata Dzsunicsi (1900-1945) munkáira, aki sok évig antropológusként a homoszexualitás történetét kutatta Japánban. Ivata 1945-ben halt meg, mikor még csak a műveinek egy része volt kiadva, így Ranpo azon kezdett dolgozni, hogy több könyvét is kiadassa a homoszexualitás történetéről.
Ranponak nagyon sok műve később meg is lett filmesítve.
Az Edogava Ranpo Díjat (江戸川乱歩賞 Edogava Ranpo Só), amit róla neveztek el, egy japán irodalmi díj, amit 1955 óta minden évben átad a legjobb krimi írónak a Japán Krimi Írói csoport. A győztes 10 millió jent kap és publikálhat a Kodansha kiadónál.
Végül Edogawa Ranpo 1965-ben agyvérzésben halt meg az otthonában. A sírja a Tama temetőben található Fucsuban, Tokió mellett.

## Leghíresebb művei

### Magán detektív Akecsi Kogoró sorozat

#### Novellák
- D-zaka no Szacudzsin Dzsiken (D坂の殺人事件, Gyilkossági ügy a D. Dombon, angol cím: The Case of the Murder on D. Hill, 1925. január)
- Sinri Siken (心理試験, A pszichológiai teszt, angol cím: The Psychological Test, 1925. február)
- Kurote-gumi (黒手組, A Fekete Kéz Banda, angol cím: The Black Hand Gang, 1925. március)
- Júrei (幽霊, A kísértet, angol cím: The Ghost, 1925. május)
- Janeura no Szanposa (屋根裏の散歩者, Lesvadász a tetőn, angol cím: The Stalker in the Attic, 1925. augusztus)
- Nanimono (何者, Senki, angol cím: Who, 1929. november)
- Kjóki (兇器, A gyilkos fegyver, angol cím: The Murder Weapon, 1954. június)
- Cuki to Tebukuro (月と手袋, Hold és kesztyűk, angol cím: Moon and Gloves, 1955. április)

#### Regények
- Isszun-bósi (一寸法師, A törpe, angol cím: The Dwarf, 1926)
- Kumo-Otoko (蜘蛛男, A Pókember, angol cím: The Spider-Man, 1929)
- Rjóki no Hate (猟奇の果, A régiség-vadászat határa, angol cím: The Edge of Curiosity-Hunting, 1930)
- Madzsucu-si (魔術師, Az ördögűző, angol cím: The Conjurer, 1930)
- Kjúkecuki (吸血鬼, A vámpír, angol cím: The Vampire, 1930) Kobajasi első megjelenése
- Ógon-kamen (黄金仮面, Az arany maszk, angol cím: The Golden Mask, 1930)
- Kuro-tokage (黒蜥蜴, A fekete gyík, angol cím: The Black Lizard, 1934) Megfilmesítette Fukaszaku Kindzsi 1968-ban
- Ningen-Hjó (人間豹, Az emberi leopárd, angol cím: The Human Leopard, 1934)
- Akuma no Monsó (悪魔の紋章, Az ördög címere, angol cím: The Devil's Crest, 1937)
- Ankoku-szei (暗黒星, Sötét csillag, angol címe: Dark Star, 1939)
- Dzsigoku no Dókesi (地獄の道化師, A Pokol bohóca, angol címe: Hell's Clown, 1939)
- Kenin Gengi (化人幻戯, A szörny trükkje, angol cím: Monster's Trick, 1954)
- Kage-otoko (影男, Árnyékember, angol cím: Shadow-Man, 1955)

#### Ifjúsági regények
- Kaidzsin Ni-dzsú Menszó (怪人二十面相, A húsz arcú ellenség, angol cím: The Fiend with Twenty Faces, 1936)
- Sónen Tanteidan (少年探偵団, A Detektív Fiúk Klubja, angol cím: The Boy Detectives Club, 1937)

### Különálló krimi regények és novellák

#### Regények
- Panorama-tó Kidan (パノラマ島奇談, Panoráma-sziget érdekes története, angol cím: Strange Tale of Panorama Island, 1926)
- Kohan-tei Dzsiken (湖畔亭事件, A tóparti vendéglő esete, 1926)
- Jami ni Ugomeku (闇に蠢く, Tekergés a sötétben, 1926-27)
- Indzsú (陰獣, Szörnyeteg az árnyékban, angol cím: Beast in the Shadows, 1928)
- Kotó no Oni (孤島の鬼, A magányos sziget démona, 1929-30)
- Módzsú (盲獣, Módzsú: A vak bestia, angol cím: Moju: The Blind Beast, 1931)
- Hakuhacu-ki (白髪鬼, A fehér hajú démon, 1931-32)
- Dzsigoku Fúkei (地獄風景, Bepillantás a Pokolba, 1931-32)
- Kjófu Ó (恐怖王, A terror királya, 1931-32)
- Jócsú (妖虫, A gyanús bogár, 1933-34)[14]
- Dai Ansicu (大暗室, A nagy sötét szoba, 1936)
- Júrei tó (幽霊塔, Kísértet torony, 1936) Ez a mű Alice Muriel Williamson A Woman in Grey című műve alapján készült, amit Kuroiva Ruikó (黒岩涙香) fordított le 1901-ben japán nyelvre.
- Idainaru Jume (偉大なる夢, A nagyszerűség álma, 1943)
- Dzsúdzsiro (十字路,Útkereszteződés , 1955)
- Petensi to Kúki Otoko (ぺてん師と空気男, Az imposztor és a hétköznapi férfi, 1959)

#### Novellák
- Ni-szen Dóka (二銭銅貨, Két-szen réz érme, angol cím: The Two-Sen Copper Coin, 1923. április)
- Icsi-mai no Kippu (一枚の切符, Egy darab jegy, 1923. július)
- Oszorosiki Szakugo (恐ろしき錯誤, A rettenetes hiba, 1923. november)
- Ni Haidzsin (二癈人, Két rokkant ember, angol cím: Two Crippled Men, 1924. június)
- Szószeidzsi (双生児, Az ikrek, angol cím: The Twins, 1924. október)
- Nikkicsó (日記帳, A napló, 1925. március)
- Szoroban ga Koi o Kataru Hanasi (算盤が恋を語る話, Az abakusz a szerelemről mesél, 1925. március)
- Akai heja (赤い部屋, Vörös szoba, angol cím: The Red Chamber, 1925. április)
- Tónan (盗難, A rablás, 1925. május)
- Hakucsúmu (白昼夢, Álmodozás, angol cím: The Daydream, 1925. július)
- Jubiva (指環, A gyűrű, 1925. július)
- Mujúbjósa no Si (夢遊病者の死, Az alvajáró halála, 1925. július)
- Hjaku-menszó Jakusa (百面相役者, A száz arcú színész, 1925. július)
- Hitori Futajaku (一人二役, Dupla szerep, 1925. szeptember)
- Givaku (疑惑, Kétség, 1925. szeptember-október)
- Ningen Iszu (人間椅子, Az emberi szék, angol cím: The Human Chair, 1925. október)
- Szeppun (接吻, Csók, 1925. december)
- Odoru Isszun-bósi (踊る一寸法師, A táncoló törpe, angol cím: The Dancing Dwarf, 1926. január)
- Dokuszó (毒草, Mérgező füvek, angol cím: Poison Weeds, 1926. január)
- Fukumen no Butósa (覆面の舞踏者, Az álcázott táncos, 1926. január-február)
- Haikagura (灰神楽, Hamufelhő, 1926. március)
- Kaszei no Unga (火星の運河, Csatorna a Marson, angol cím: The Martian Canals, 1926. április)
- Oszei Tódzsó (お勢登場, Oszei megjelenése, angol cím: The Appearance of Osei, 1926. július)
- Monoguramu (モノグラム, Monogram, 1926. július)
- Kagami-dzsigoku (鏡地獄, Tükrök pokla, angol cím: The Hell of Mirrors, 1926. október)
- Hitodenasi no Koi (人でなしの恋, Az embertelen szerelme, 1926. október)
- Mokuba va Mavaru (木馬は廻る, A hintaló vágtája, 1926. október)
- Imomusi (芋虫, A pillangó, angol cím: The Caterpillar, 1929. január)
- Osie to Tabi-szuru Otoko (押絵と旅する男, Az utazó a megragasztott rongyos képpel vagy A brokát portréval utazó férfi, angol cím: The Traveler with the Pasted Rag Picture aka The Man Traveling with the Brocade Portrait, 1929. augusztus)
- Musi (虫, Rovar, 1929. június-július)
- Mera Hakasze no Fusigi na Hanzai (目羅博士の不思議な犯罪, Dr. Mera rejtélyes ügyei, angol cím: Doctor Mera's Mysterious Crimes, 1931. április)
- Oni (鬼, Démon, 1931. november-1932. február)
- Hinavadzsú (火縄銃, Kovás puska, 1932. április)
- Zakuro (石榴, Gránátalma, 1934. szeptember)
- Dangai (断崖, A kőszirt, angol cím: The Cliff, 1950. március)
- Bókúgó (防空壕, Az óvóhely, angol cím: The Air Raid Shelter, 1955. július)
- Horikosi Szósza Ikkacsó-dono (堀越捜査一課長殿, 1956. április)
- Cuma ni Sicuren-sita Otoko (妻に失恋した男, A férfi, aki összetörte felesége szívét, 1957. október-november)
- Jubi (指,Az ujj, 1960. január)

### Nyugati krimi regények adaptációi
- Ryokui no Oni (緑衣の鬼, A zöld ruhás démon, angol cím: The Demon in Green, 1936) Eden Phillpotts: The Red Redmaynes adaptációja
- Júki no Tó (幽鬼の塔, A fantom tornya, angol cím: The Phantom’s Tower, 1936) Georges Simenon: The Hanged Man of Saint-Pholien adaptációja
- Szankaku-kan no Kjófu (三角館の恐怖, Terror a háromszögletű teremben, angol cím: Terror in the Triangle-Hall, 1951) Roger Scarlett: Murder among the Angells adaptációja

### Esszék
- The Horrors of Film (A film horrorja, 1925)
- Spectral Voices (Kísérteties hangok, 1926)
- Confessions of Rampo (Rampo vallomása, 1926)
- The Phantom Lord (A fantom nagyúr, 1935)
- A Fascination with Lenses (Elragadtatás lencsékkel, 1936)
- My Love for the Printed Word (Szerelmem a nyomtatott szavak iránt, 1936)
- Fingerprint Novels of the Meiji Era (Ujjlenyomat-regények a Meidzsi-korból, 1950)
- Dickens vs. Poe (1951)
- A Desire for Transformation (Vágyakozás az átalakulásra, 1953)
- An Eccentric Idea (Egy bizarr ötlet, 1954)

Ezt a tíz esszét a The Edogawa Rampo Reader (Az Edogava Rampo olvasó) tartalmazza.

## A popkultúrában
- A rendező Isii Teruo Horrors of Malformed Men (Torz emberek horrorja) című 1969-es munkája sok Ranpo ihlette elemet tartalmaz. 1976-ban Tanaka Noboru filmre vitte a Jane-ura no Szanposat (Lesvadász a tetőn) Nikkacu Roman porno című sorozatának részeként.
- A CLAMP manga csoport Edogava Ranpot inspirációként használta a Man of Many Faces (Sok arcú ember, 1990–1991) című sorozatához.
- Dzsisszodzsi Akio filmjei a Watcher in the Attic (Lesvadász a tetőn, 1992) és a Murder on D Street (Gyilkosság a D. utcában, 1998) Ranpo munkáinak adaptációi. Akecsi Kogorot mindkét filmben Simada Kjúszaku játssza.
- 1994-ben egy Rampo című film is megjelent Japánban. (Az amerikai címe The Mystery of Rampo). A film főszereplője Ranpo, akit Takenaka Naoto játszik.
- Ranpo néhány története is meg lett filmesítve a 2005-ös Rampo Noir című gyűjteményben, amiben az ismert Aszano Tadanobu játszik.
- Barbet Schroeder 2008-as filmje, az Inju: The Beast in the Shadow Ranpo egyik 1928-as novellájának az adaptációja.
- A horror mangaka Maruo Szuehiro Ranpo jét történetét is feldolgozta: a The Strange Tale of the Panorama Island-et (2008) és a The Caterpillart (A pillangó, 2009).
- 2009-ben a japán Google főoldala megváltoztatta a logóját, ezzel megemlékezve az október 21-ei születésnapjára.
- A Detective Conan (Meitantei Conan) című anime és manga sorozat főszereplőjének álneve „Edogawa Conan”, ami a Sir Arthur Conan Doyle és az Edogava Ranpo nevekből lett összerakva. A detektív neve, akivel együtt él Mouri Kogoro, és Conan tagja egy gyerekekből álló detektívcsoportnak, a Detective Boysnak (Sónen Tanteidan); mindezt a néhai Ranpo tiszteletére.
- A Bungo Stray Dogs című anime és manga egyik szereplője Edogava Ranpo, aki hihetetlenül tehetséges a rendőrségnek nehezére eső bűnügyek megoldásában és egyéb rejtélyekben. Szerinte van egy különleges képessége, a "Szuper Következtetés", de igazából ő is csak egy a kevés, különleges képességgel nem rendelkező Fegyveres Nyomozó Iroda tag közül.
- A Fuji Television (フジテレビ) 2013-as (ビブリア古書堂の事件手帖, Biblia Kosodó no Dzsiken Tecsó, Biblia Antikvár Könyvesbolt ügyiratai, angol cím: Antiquarian Bookseller Biblia’s Case Files) című sorozatának utolsó két része (a 9. és a 10.) Edogava Ranpo két munkájára épül: A Detektív Fiúk Klubjára és a Brokát portréval utazó férfire (ami Az utazó a megragasztott rongyos képpelnek is fordítható).
- A Bungou to Alchemist nevű online játékban benne van Ranpo, mint egy a sok író közül, akiket a játékosok megkaphatnak. A játékben egy furcsa emberként van ábrázolva, aki utálja az átlagos dolgokat és élvez új vicceket, jóindulatú tréfákat kitalálni és terveket, amikkel legyőzhetik az ellenséget.